# Powiat Katō
Powiat Katō (jap. 河東郡 Katō-gun) – powiat w Japonii, w prefekturze Hokkaido, w podprefekturze Tokachi. W 2024 roku liczył 57 831 mieszkańców.

## Miejscowości
- Kamishihoro
- Otofuke
- Shihoro
- Shikaoi